# Adolfo Suárez Perret

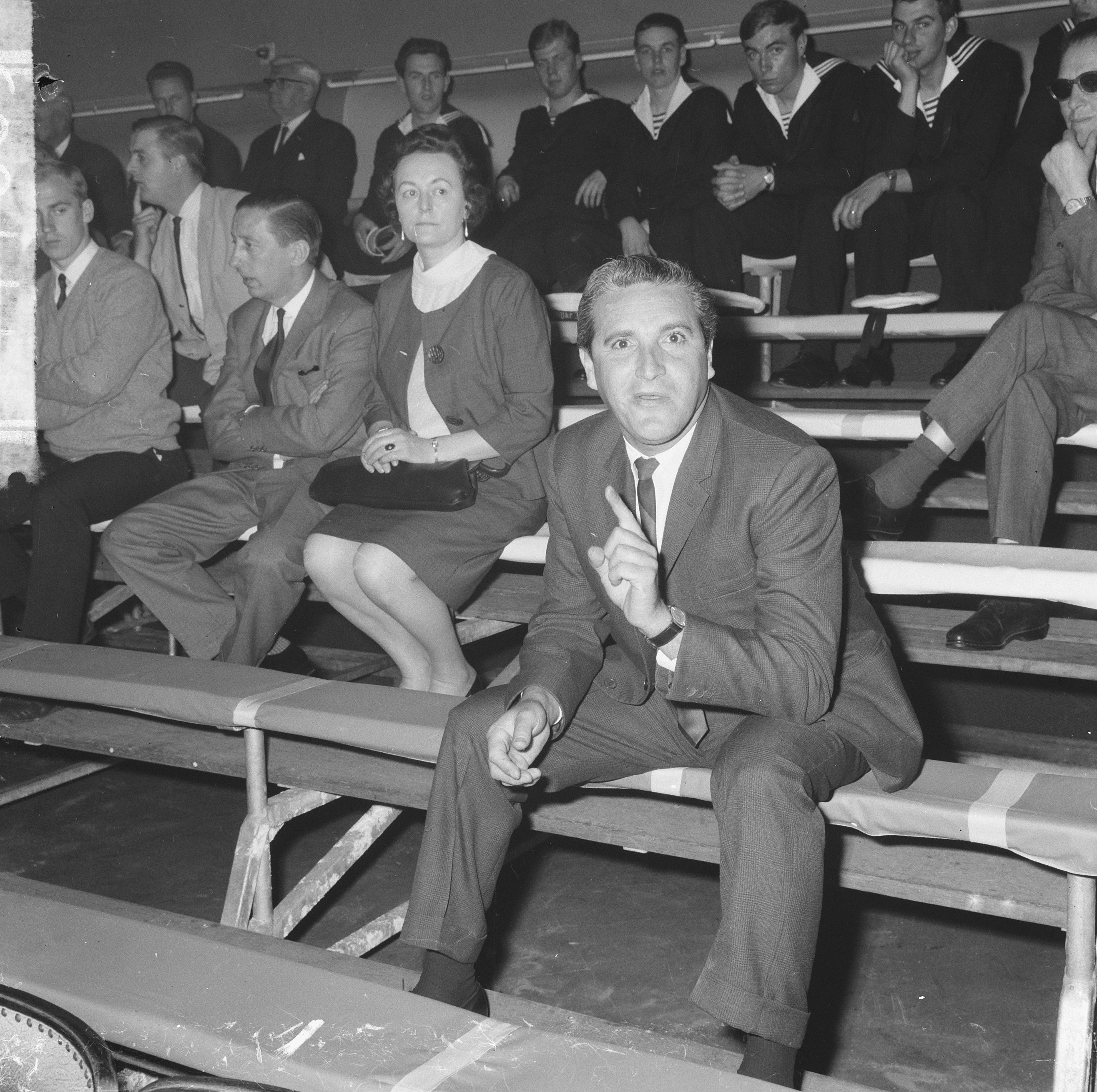
Suarez 1965 bei der Dreiband-WM im niederländischen Hilversum

Adolfo Amaro Suárez Perret, kurz Adolfo Suarez (* 27. Oktober 1930 in Lima; † 14. April 2001 ebenda) war ein peruanischer Karambolagespieler und Weltmeister. Zusammen mit Humberto Suguimitzu und Sixto Jáuregui gehörte er zur peruanischen Billardspitze mit internationalen Erfolgen in den 1960er- und 1970er-Jahren.

## Biografie
Suarez war der einzige Sohn von Luis Suárez, einem Argentinier aus Córdoba und Kapitän eines Handelsschiffes, und der Peruanerin Lorenza Perret. Sein Vater verstarb einen Monat vor seiner Geburt und so kam er als Halbwaise zur Welt. Seine Mutter war Klavierlehrerin in dem Konservatorium, dass der Großvater Don Adolfo Perret gegründet hatte. Während seiner Jugend war er Bühnenarbeiter und Komparse am Stadttheater in der Nähe von La Aurora.
Seine Anfänge im Billard reichen bis ins Jahr 1944 zurück, als er 14 Jahre alt war. Seine ersten Stöße führte er in der „Cuzco-Billardhalle“ in der Innenstadt von Lima aus. Die Personen, die ihn am Anfang anleiteten, waren Amador Benítez und Jorge Urbina Polo sowie Manuel Montesinos (der erste Präsident des peruanischen Billardverbandes FPB), sowie der frühere Präsident des FPB Amadeo Grados Penalillo und Augusto Nanetti Borda.
Mit 17 Jahren gewann er seine erste nationale Meisterschaft in der Freien Partie (1947), als jüngster Spieler in der peruanischen Billard-Geschichte. 1951 gewann er die Goldmedaille bei den „Bolivarischen Spielen“ in Caracas, ebenfalls in der Freien Partie. Am 8. März 1953 setzte er mit 19 Karambolagen (Höchstserie, HS) einen neuen Rekord im Dreiband. 1954 wurde Suarez peruanischer Meister im Cadre-47/2. 1956 stellte er mit 13.756 Karambolagen einen neuen Serienrekord in der Freien Partie auf und 1964 mit einem Generaldurchschnitt (GD) von 1,640 einen Rekord im Dreiband. Neben fünf südamerikanischen Titeln im Dreiband, einem Titel als lateinamerikanischer Meister und zwei Goldmedaillen bei der „Champion of Champions of America“ errang Suarez zusätzlich 24 verschiedene nationale Titel.
Er war ein außergewöhnlicher Spieler und beherrschte alle Billarddisziplinen. Er zeichnete sich durch einen kraftvollen Stoß aus, der mit dem des Argentiniers Enrique Navarra vergleichbar war, der als stärkster Spieler seiner Zeit galt und über eine große Lösungskapazität verfügte. Suarez galt wegen seiner Einfachheit, seines Charismas und seiner Demut als einer der beliebtesten Athleten Perus.
Mitte der 1960er heiratete er seine Freundin Grimanesa, mit der er drei Kinder hatte.
Nach seiner aktiven Laufbahn arbeitete Suarez als Billardlehrer im „Club Nacional“ und gab Privatunterricht.

### Weltmeistertitel
Am 23. April wurde Adolfo Suarez bei der Dreiband-Weltmeisterschaft 1961 im Amsterdamer Grand Hotel Krasnapolsky zum Weltmeister ernannt. Seine ersten beiden Matches verlor er gegen zwei Spiele gegen den Spanier Joaquín Domingo und den Franzosen Bernard Siguret. Suarez begann seine Erfolgsserie mit einem Sieg über den Belgier Raymond Ceulemans mit 60:44, dann besiegte er nacheinander den einheimischen Henny de Ruijter und eliminierte anschließend Enrique Miró (Argentinien), Johann Scherz (Österreich) und Bert Teegelaar (Niederlande), bis er das Finale erreichte. Sein Gegner dort war der Portugiese Egidio Vieira, den er dann ebenfalls besiegen konnte. Suarez ist bis heute (Stand: 2019) der einzige Peruaner, der eine Weltmeisterschaft in der „Königsklasse“ Dreiband erringen konnte. Bei seiner Ankunft von der WM wurde er in Lima von 5.000 Menschen gefeiert und in einem Autokorso durch die Stadt geleitet.

### Tod
Er starb neun Tage nach seinem 40-jährigen WM-Jubiläum in einem Krankenhaus in Lima, in das er mit Hirnproblemen eingeliefert und ins künstliche Koma versetzt worden war.

## Trivia
- Für die Dreiband-Weltmeisterschaft 1965 im niederländischen Hilversum war er nicht startberechtigt. Er fuhr aus eigene Kosten und Risiko hin, mit dem Ziel die verantwortlichen Funktionäre zu einer Startberechtigung zu bewegen, jedoch ohne Erfolg. So musste er die WM von der Tribüne aus verfolgen (s. Bild).[7]
- Als Suarez Anfang der 1960ern in einem kleinen Dorf in der Nähe von Venedig wohnte, sprach sich sein Billardtalent schnell herum. Eines Tages kamen vier „wichtig“ aussehende Personen auf ihn zu und sagten ihm, dass eine Persönlichkeit ihn sprechen möchte. Als er diesen Mann traf, stellte er sich als „Lucky Luciano“ vor und bat um Billardunterricht.[1]

## Erfolge
- Dreiband-Weltmeisterschaft:  1961
- Dreiband-Südamerikameisterschaft:  1958, 1963, 1970  1960, 1969
- Peruanische Meisterschaften: 24 ×  (nationaler Titelrekord)
- Nationalmeisterschaft im Cadre 47/2:  1954
- Champion of Champions of America:  1974 (Ecuador), 1976 (México)
- Dreiband-Panamerikameisterschaft für Nationalmannschaften:  1986 (Ecuador)
- „Confraternidad“ – Internationales Dreibandturnier:  1986 (Peru)

Quellen:

## Ehrungen, Auszeichnungen und Anerkennungen
- Laureles Deportivos in der Note „Gran Cruz“, der höchsten Auszeichnung der peruanischen Regierung.
- Das Nationale Dreiband-Billardturnier von Peru trägt seinen Namen.
- Zwölf Jahre lang galt er als bester peruanischer Nationalsportler.
- Ehrenmitglied: „Club La Union de Lima“ und „Club National“.
- Goldmedaille und Ehrendiplom, verliehen vom Bezirksrat von Pueblo Libre in Verdienst seiner brillanten Sportkarriere.
- Ehrenurkunde und Erinnerungsplakette, verliehen vom peruanischen Sportinstitut für seine brillante Sportkarriere.
- Goldmedaille und Ehrendiplom, verliehen vom peruanischen Sportjournalistenkreis für seine herausragende Sportkarriere.

Quellen: